# Helmut-Stegmann-Preis
Der Helmut-Stegmann-Preis erinnert an Helmut Stegmann (1938–1997), den langjährigen Chefredakteur der Münchner tz. Seine Familie stiftete 1999 einen mit jährlich 5.000 Euro dotierten Preis, der „Maßstäbe setzen soll für gründlich recherchierten Journalismus, der sich Objektivität und Fairness verpflichtet fühlt und die moralischen Grundsätze eines demokratischen Journalismus aufrechterhält“. Träger des Preises ist der Bayerische Journalisten-Verband e. V. (BJV), als Mitträger und Organisator des Preises fungiert der Förderkreis der Deutschen Journalistenschule (DJS). Der Preis wird jährlich ausschließlich an Schüler deutscher Journalistenschulen verliehen. Er gilt als einer der wichtigsten Journalistenpreise der deutschsprachigen Medienlandschaft.

## Preisträger
- 2010 Daniel Müller[1]
- 2011 Özlem Gezer[2]
- 2012 Julia Prosinger[3]
- 2014 Björn Stephan[4]
- 2015 Vivian Pasquet[5]
- 2016 Moritz Aisslinger[6]
- 2017 Mareike Kürschner[7]
- 2018 Manuel Stark[8]
- 2019 Matthias Kirsch[9]
- 2020 Katharina Fiedler[10]
- 2021 Amonte Schröder-Jürss[11]
- 2023 Marina Klimchuk[12][13]
- 2024 Marie Heßlinger[14]